# Tricia Black
Tricia Black é uma actriz, escritora e comediante canadiana. Ela é mais conhecida pelo seu papel na série de 2020 Band Ladies, pela qual ela ganhou o Prémio Canadiano de Melhor Performance Coadjuvante num Programa Web ou Série no 9º Prémio Canadiano de Ecrã em 2021.
Originalmente de New Brunswick, ela é ex-aluna da The Second City de Toronto, para a qual foi uma das escritoras e performers do programa de comédia com tema LGBTQ vencedor do Prémio de Comédia Canadiano, Extravaganza Eleganza, em 2019.